# Biharugra
Biharugra is een plaats (község) en gemeente in het Hongaarse comitaat Békés. Biharugra telt 1008 inwoners (2005).